# جيش لبنان الحر
جيش لبنان الحر (أو جيش العقيد بركات) كان فصيل مسيحي منشق من الجيش اللبناني لعب دورا رئيسيا في مرحلة 1975-1977 من الحرب الأهلية اللبنانية.